# Matzen-Raggendorf
Matzen-Raggendorf ist eine Marktgemeinde mit 2967 Einwohnern (Stand 1. Jänner 2024).

## Geografie

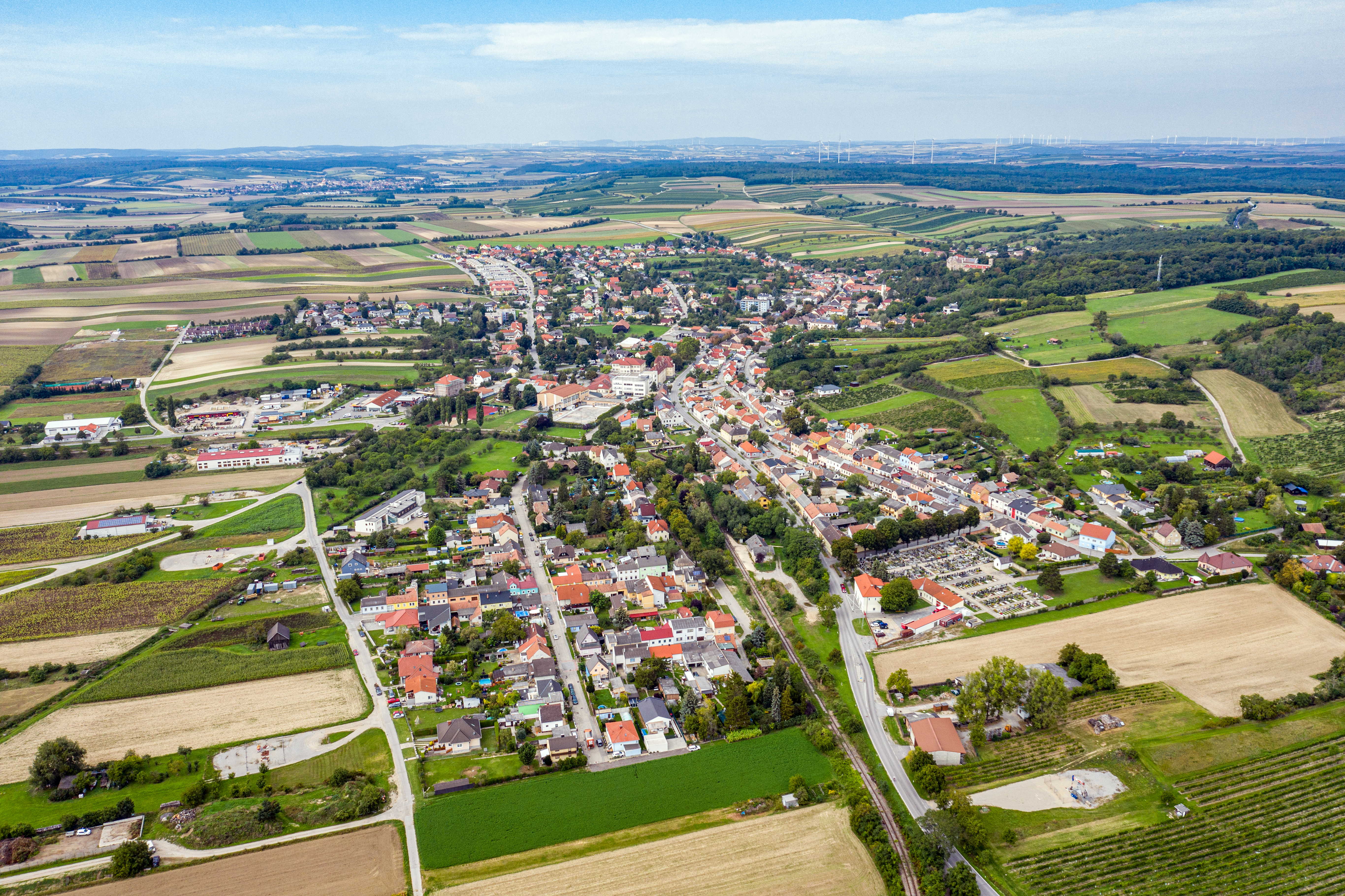
Matzen in Niederösterreich, Sept. 2020

Matzen, Raggendorf und Umgebung (Mitte unten) in der Landesaufnahme um 1873

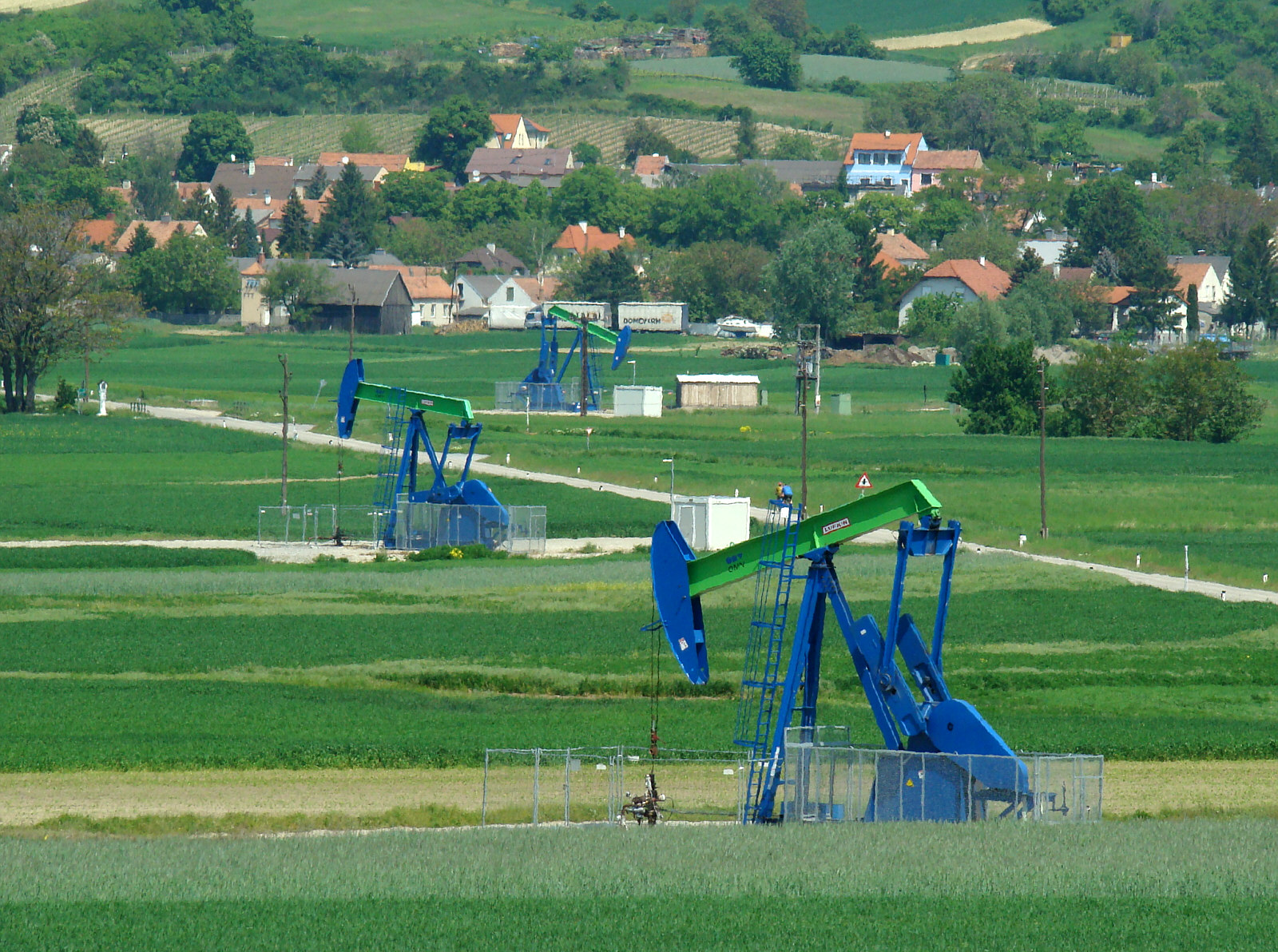
Tiefpumpen für Erdöl prägen auch heute noch das Landschaftsbild südlich von Matzen.

Sie liegt an der Grenze zwischen dem Weinviertler Hügelland und dem Marchfeld in Niederösterreich, ca. 35 km nordöstlich von Wien. Die Gemeinde ist nicht nur wegen ihrer Weine bekannt, sondern auch aufgrund großer Erdöl- und Erdgasvorkommen in der Umgebung. Nach Matzen ist das „Matzen-Feld“, das größte zusammenhängende Erdölvorkommen Mitteleuropas, benannt.

### Gemeindegliederung
Das Gemeindegebiet umfasst folgende drei Ortschaften (in Klammern Einwohnerzahl Stand 1. Jänner 2024):
- Klein-Harras (369)
- Matzen (1981)
- Raggendorf (617)

Die Gemeinde besteht aus den Katastralgemeinden Kleinharras, Matzen und Raggendorf.

### Nachbargemeinden
| Gaweinstal (Mistelbach)          | Hohenruppersdorf                            | Ebenthal |
| Bad Pirawarth, Groß-Schweinbarth | Kompassrose, die auf Nachbargemeinden zeigt | Prottes  |
| Auersthal                        | Schönkirchen-Reyersdorf                     |          |

## Geschichte
Die erste urkundliche Nennung von Matzen erfolgte 1067. In der Zeit 1194/96 wird die Herrin Liucardis de Mocen (von Matzen), Gattin von Waltmann, erwähnt.
Um 1360 wurde Nikolaus Seyringer in Matzen geboren. Als Abt in Melk leitete er die „Melker Reform“ und visitierte alle österreichischen Benediktiner- und Chorherrenstifte.
Im 15. Jahrhundert war Matzen eine Vikariatspfarre von Großrußbach, wurde 1560 mit Groß-Schweinbarth vereinigt und 1784 selbständige Pfarre. Die dem hl. Leonhard geweihte Kirche aus der Gotik wurde um 1700 barockisiert und in den Jahren 1958 und 1959 um ein schlichtes Langhaus erweitert.
Zum Markt erhoben wurde der Ort im Jahr 1615 durch Kaiser Matthias.
Die 1903 eröffnete Bahnlinie von Gänserndorf nach Gaweinstal mit dem Bahnhof in Matzen wurde 2019 eingestellt.
Von großer wirtschaftlicher Bedeutung war das 1949 entdeckte Erdölfeld.

### Einwohnerentwicklung
| Matzen-Raggendorf: Einwohnerzahlen von 1869 bis 2024 | Matzen-Raggendorf: Einwohnerzahlen von 1869 bis 2024 | Matzen-Raggendorf: Einwohnerzahlen von 1869 bis 2024 | Matzen-Raggendorf: Einwohnerzahlen von 1869 bis 2024 | Matzen-Raggendorf: Einwohnerzahlen von 1869 bis 2024 |
| ---------------------------------------------------- | ---------------------------------------------------- | ---------------------------------------------------- | ---------------------------------------------------- | ---------------------------------------------------- |
| Jahr                                                 |                                                      |                                                      |                                                      | Einwohner                                            |
| 1869                                                 | 1869                                                 |                                                      | 2.238                                                | 2.238                                                |
| 1880                                                 | 1880                                                 |                                                      | 2.372                                                | 2.372                                                |
| 1890                                                 | 1890                                                 |                                                      | 2.558                                                | 2.558                                                |
| 1900                                                 | 1900                                                 |                                                      | 2.681                                                | 2.681                                                |
| 1910                                                 | 1910                                                 |                                                      | 2.720                                                | 2.720                                                |
| 1923                                                 | 1923                                                 |                                                      | 2.560                                                | 2.560                                                |
| 1934                                                 | 1934                                                 |                                                      | 2.532                                                | 2.532                                                |
| 1939                                                 | 1939                                                 |                                                      | 2.446                                                | 2.446                                                |
| 1951                                                 | 1951                                                 |                                                      | 2.614                                                | 2.614                                                |
| 1961                                                 | 1961                                                 |                                                      | 2.460                                                | 2.460                                                |
| 1971                                                 | 1971                                                 |                                                      | 2.418                                                | 2.418                                                |
| 1981                                                 | 1981                                                 |                                                      | 2.416                                                | 2.416                                                |
| 1991                                                 | 1991                                                 |                                                      | 2.501                                                | 2.501                                                |
| 2001                                                 | 2001                                                 |                                                      | 2.583                                                | 2.583                                                |
| 2011                                                 | 2011                                                 |                                                      | 2.675                                                | 2.675                                                |
| 2021                                                 | 2021                                                 |                                                      | 2.805                                                | 2.805                                                |
| 2024                                                 | 2024                                                 |                                                      | 2.967                                                | 2.967                                                |
| Quelle(n): Statistik Austria                         |                                                      |                                                      |                                                      |                                                      |

## Kultur und Sehenswürdigkeiten

### Bauwerke
- Schloss Matzen
- Schloss Raggendorf
- Katholische Pfarrkirche Kleinharras Hll. Philipp und Jakob
- Katholische Pfarrkirche Matzen hl. Leonhard
- Katholische Pfarrkirche Raggendorf hl. Agapitus
- Der Matzner Bär am Hauptplatz
- Der Lebensbaum am Hauptplatz
- Die Hubertuskapelle
- Der Karpatenblick
- Das Kriegerdenkmal
- Josefsplatz mit Statue des Hl. Josef und historischer Erdölförderpumpe
- 14 Nothelfer Kalvarienberg
- Franziskusweg Weinviertel

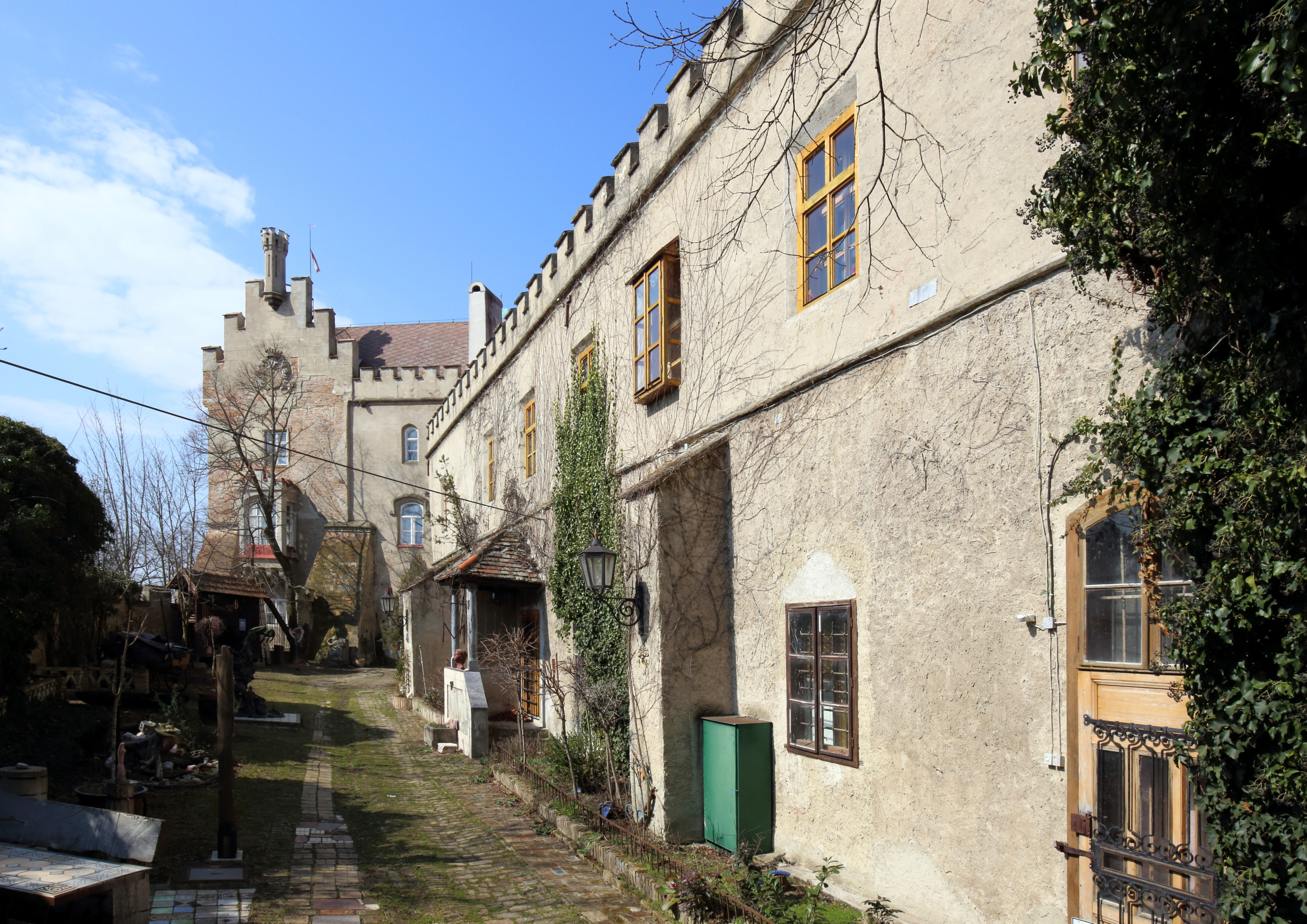
Schloss Matzen
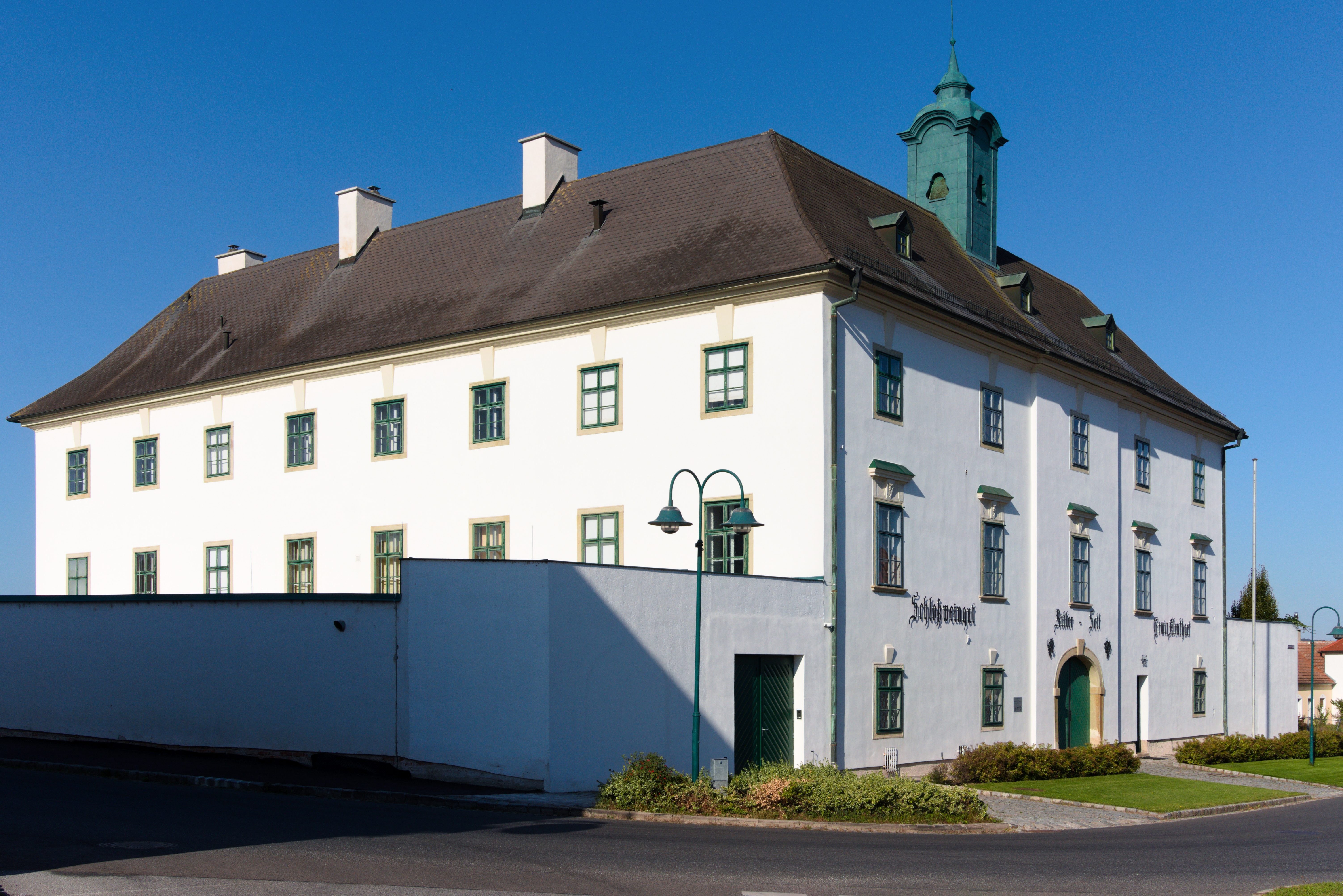
Schloss Raggendorf
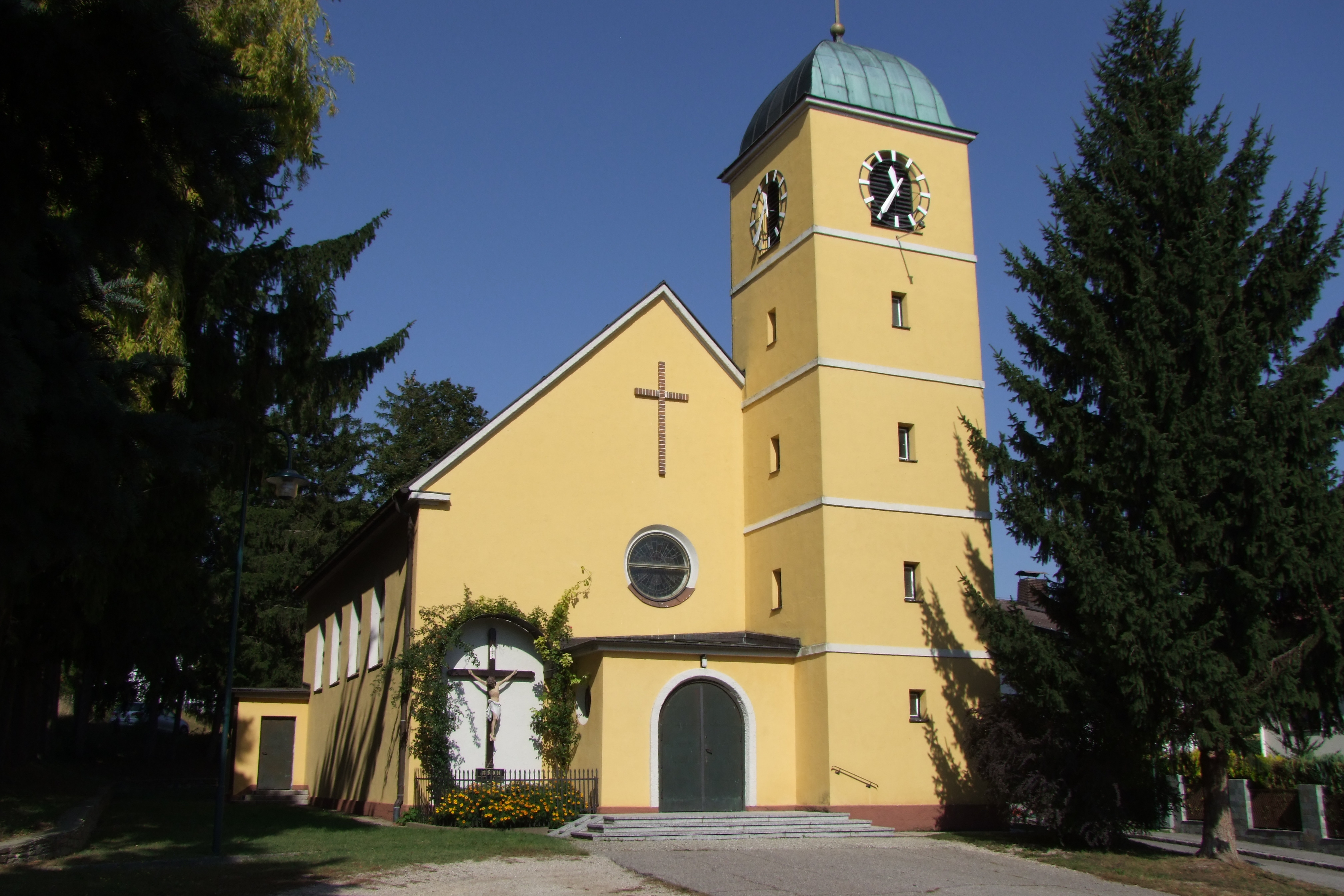
Pfarrkirche Kleinharras

### Musik
- Musikverein Matzen
- Musikverein Raggendorf
- Musikverein Klein-Harras
- Singkreis Matzen
- Musikschule St. Barbara

## Wirtschaft und Infrastruktur
Nichtlandwirtschaftliche Arbeitsstätten gab es im Jahr 2001 79, land- und forstwirtschaftliche Betriebe nach der Erhebung 1999 113. Die Zahl der Erwerbstätigen am Wohnort betrug nach der Volkszählung 2001 1147. Die Erwerbsquote lag 2001 bei 45,56 Prozent.

### Bodenschätze
In Matzen befinden sich die ergiebigsten Erdölvorkommen von Mitteleuropa. Das Erdgasfeld Matzen ist das ergiebigste von Österreich, im Jahr 2021 wurden 215.363.300 Nm³ (Normkubikmeter) gefördert.

### Verkehr
1903 wurde die Ortschaft Matzen an das Bahnnetz angeschlossen und erhielt eine eigene Haltestelle samt Bahnhof. 116 Jahre später hielt im November 2019 der letzte Zug in Matzen am Bahnhof. Anschließend wurde der Bahnhof geschlossen, das Gebäude steht seit dieser Zeit leer. Seit September 2019 wurde stattdessen das Regionalbus-Angebot ausgebaut.

### Öffentliche Einrichtungen
In der Gemeinde gibt es eine Volksschule und eine Neue Mittelschule und eine Sonderschule.

## Politik

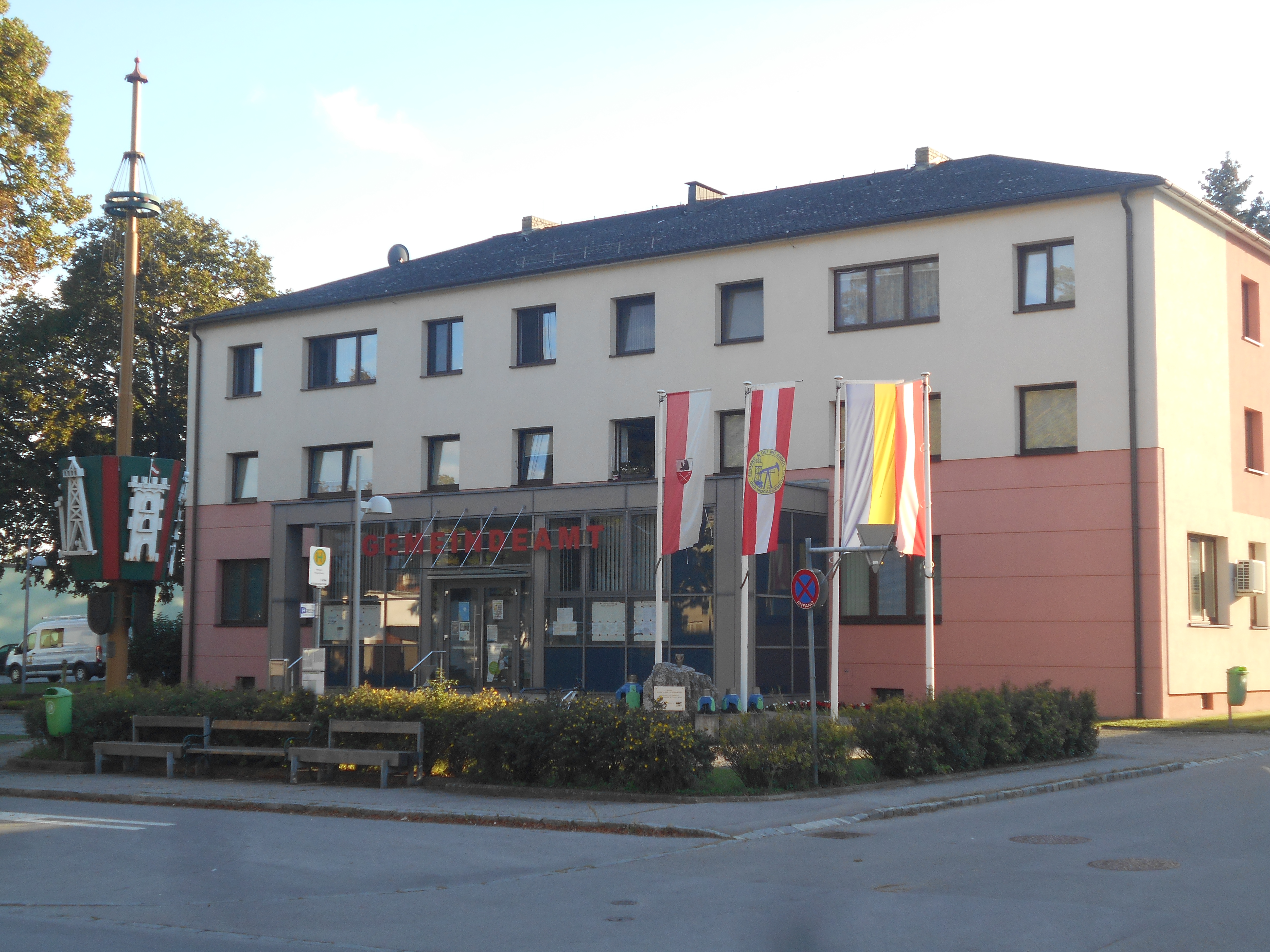
Gemeindeamt in Matzen

### Gemeinderat
Der Gemeinderat hat 21 Mitglieder.
- Nach den Gemeinderatswahlen in Niederösterreich 1990 hatte der Gemeinderat folgende Verteilung: 13 ÖVP und 8 SPÖ.
- Nach den Gemeinderatswahlen in Niederösterreich 1995 hatte der Gemeinderat folgende Verteilung: 11 ÖVP, 9 SPÖ und 1 FPÖ.[10]
- Nach den Gemeinderatswahlen in Niederösterreich 2000 hatte der Gemeinderat folgende Verteilung: 13 ÖVP, 7 SPÖ und 1 FPÖ.[11]
- Nach den Gemeinderatswahlen in Niederösterreich 2005 hatte der Gemeinderat folgende Verteilung: 12 ÖVP und 9 SPÖ.[12]
- Nach den Gemeinderatswahlen in Niederösterreich 2010 hatte der Gemeinderat folgende Verteilung: 10 SPÖ, 10 ÖVP und 1 FPÖ.[13]
- Nach den Gemeinderatswahlen in Niederösterreich 2015 hatte der Gemeinderat folgende Verteilung: 12 SPÖ, 8 ÖVP und 1 FPÖ.[14]
- Nach den Gemeinderatswahlen in Niederösterreich 2020 hatte der Gemeinderat folgende Verteilung: 8 ÖVP, 7 WEBER und 6 SPÖ.[15]
- Nach den Gemeinderatswahlen in Niederösterreich 2025 hat der Gemeinderat folgende Verteilung: 10 SPÖ, 5 ÖVP, 5 WEBER und 1 FPÖ.[15]

### Bürgermeister
- 1965 bis 1995 Eduard Kaspar
- 1995 bis n.N.
- bis 2011 Leonhard Helm (ÖVP)
- von 2011 bis 2020 Claudia Weber (SPÖ)[16]
- von 2020 bis 2025 Stefan Flotz (ÖVP)
- seit 2025 Alfred Redlich (SPÖ)[17]

### Gemeindepartnerschaften
- seit 1983: Partnerschaftsgemeinde Brixlegg im Bundesland Tirol

## Persönlichkeiten

### Ehrenbürger der Gemeinde
- Paul Döltl
- Alfons Belak

### Söhne und Töchter der Gemeinde
- Nikolaus Seyringer (um 1360–1425), Benediktiner und Mystiker
- Siegfried Deutsch (1893–1968), Sportfunktionär
- Maria von Ohmeyer (1896–1983), akademische Malerin
- Karl Nieschlag (1909–1975), Bildhauer
- Richard Kaiser (1935–2019), Politiker (ÖVP) und Abgeordneter zum Nationalrat

### Personen mit Bezug zur Gemeinde
- David Scheid (* 1983), Kabarettist, Schauspieler und DJ, aufgewachsen in Matzen
- Jurij Rodionov (* 1999), Tennisspieler, aufgewachsen in Matzen